# Kaplica św. Anny w Dzierzgoniu
Kaplica św. Anny w Dzierzgoniu – kaplica cmentarna znajdująca się przy ul. Elbląskiej 10 w mieście Dzierzgoń, w województwie pomorskim. Należy do dekanatu Dzierzgoń diecezji elbląskiej. Kaplicę otacza cmentarz, którego początki przypadają na koniec XVIII wieku.
Kaplica została wzniesiona w XIII lub XIV w, była niszczona w XV i XVI w., odbudowana w 1737. Jest to budowla gotycka z elementami barokowymi z okresu odbudowy. Murowana z cegły, na planie prostokąta, od wschodu znajduje się cylindryczna wieża z hełmem stożkowym. Nawę nakrywa dwuspadowy dach kryty tzw. holenderką. W elewacjach bocznych znajdują się ostrołukowe okna oraz blendy, główne wejście do kaplicy znajduje się w elewacji zachodniej. Wnętrze jest jednoprzestrzenne.